# Коттер, Клаус
Клаус Коттер (нем. Klaus Kotter; 27 мая 1934, Прин-ам-Кимзее, Бавария — 13 мая 2010, Траунштайн, Бавария) — немецкий спортивный функционер.
По профессии налоговый консультант. С 1968 года аудитор, с 1969 года казначей в Немецкой федерации бобслея и санного спорта. При подготовке Зимних Олимпийских игр 1976 года был назначен олимпийским атташе Национального олимпийского комитета ФРГ, ответственным за взаимодействие между НОК и оргкомитетом игр. В том же году был избран вице-президентом Международной федерации бобслея и тобоггана по финансовым и правовым вопросам. В 1978 году в связи с болезнью президента Федерации Амилькаре Ротта стал исполняющим обязанности президента, в 1980 году был избран президентом и занимал эту должность до 1994 года. Одновременно в 1986 году был избран президентом Немецкой федерации бобслея и санного спорта и руководил ею до 2004 года. Кавалер Олимпийского ордена (1995), германских государственных наград.
В заслугу Коттеру ставится сохранение всех четырёх германских санно-бобслейных трасс с искусственным покрытием, успешная борьба против попыток исключения бобслея и санного спорта из зимней олимпийской программы, привлечение интереса к санно-бобслейному спорту в новых странах.